# Wiota (Iowa)
Wiota – miasto w Stanach Zjednoczonych, w stanie Iowa, w hrabstwie Cass. W 2000 roku liczyło 149 mieszkańców.